# Chartered Financial Analyst
Chartered Financial Analyst o  (CFA) designa una certificación profesional ofrecida por el CFA Institute (anteriormente conocido como AIMR (Association for Investment Management and Research)) a analistas financieros que consigan completar una serie de tres exámenes. El Instituto asevera que obtener el certificado garantiza amplio dominio de un conjunto de habilidades para realizar gestión de portafolio y análisis financiero avanzado además, es considerada una certificación estándar para facilitarse el ingreso a las mayores firmas del mercado de gestión de activos y análisis financiero, por su rigor académico de excelencia. En el 2014, los mayores empleadores de CFA Charterholders en el mundo eran UBS, JP Morgan, Citigroup, Morgan Stanley y BlackRock.

## Curriculum
El contenido del curriculum está centrado en diversas materias que se repiten a lo largo de los tres niveles, y cambian su peso específico en la puntuación de las pruebas. Estas se organizan en cuatro áreas funcionales: la ética, herramientas de inversión, valoración de activos y gestión de carteras. 

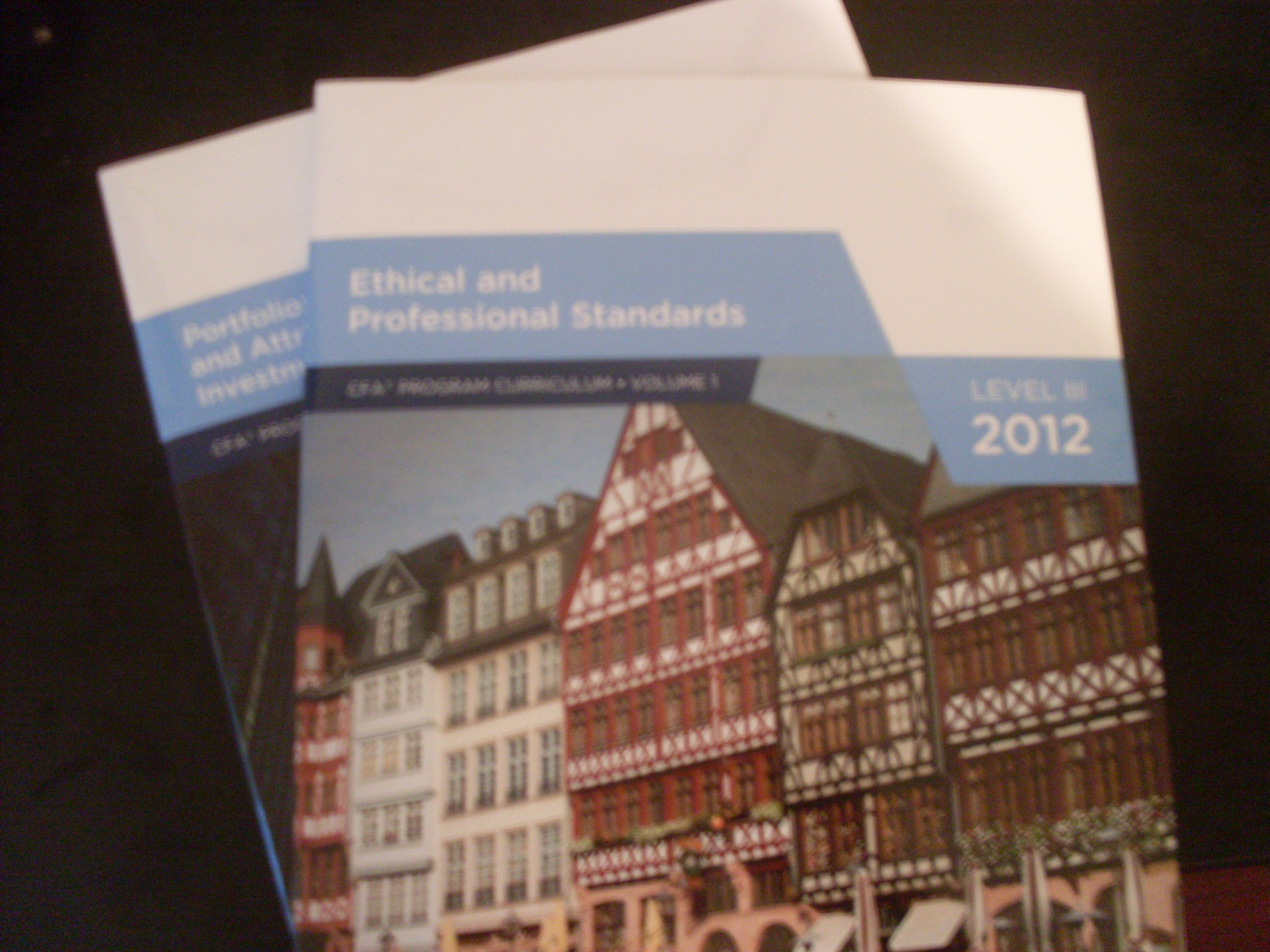
2012 Level III CFA Program Curriculum

### Ética
- Ética y normas de conducta profesional. 

### Herramientas de inversión
- Métodos cuantitativos
- Economía
- Análisis de estados financieros
- Finanzas corporativas

### Valoración de activos
- Análisis de renta variable
- Análisis de renta fija
- Análisis de derivados
- Análisis de inversiones alternativas

### Gestión de carteras
- Gestión de carteras

## Código ético
El código ético debe ser respetado por todos los miembros del Instituto, incluso por los candidatos del Programa, y su versión en español es la siguiente.
•Actuar con integridad, competencia, diligencia, respeto y de manera
ética con el público, clientes, clientes potenciales, empleadores,
empleados, colegas en la profesión de inversiones y otros
participantes en los mercados de capitales en el ámbito mundial.
• Situar la integridad de los profesionales de la inversión y los
intereses de los clientes por encima de sus intereses personales.
• Actuar con debida prudencia y ejercer criterios profesionales
independientes al realizar análisis de inversión, formular
recomendaciones de inversión, tomar decisiones de inversión e
involucrarse en otras actividades profesionales.
• Desarrollar su trabajo y animar a otros a desarrollar su trabajo
de manera profesional y ética, favoreciendo el prestigio de los
miembros y de su profesión.
• Fomentar la integridad y viabilidad de los mercados de capitales en
el ámbito mundial para el beneficio de la sociedad.
• Mantener y mejorar su competencia profesional y esforzarse por
mantener y mejorar la competencia de otros profesionales de la
inversión.

## Requisitos
Los requisitos básicos para participar en el Programa CFA incluyen contar con un título universitario (preferentemente dentro del campo de las Ciencias Económicas: Economía - Administración - Contabilidad) o estar en último año de carrera (o su equivalente reconocido por el CFA Institute), o tener cuatro años de experiencia profesional adecuada en un procesos de inversión que impliquen la toma de decisiones.  Pero para ser colegiado, un candidato debe haber completado un título universitario (o equivalente) y contar con cuatro años de experiencia profesional, además de superar con éxito los tres exámenes que prueban la parte de conocimientos académicos del CFA program.

## Resultados
La siguiente tabla representa los resultados de aprobados de los últimos años, el nivel 1, contiene dos resultados que se corresponden con la tasa de la prueba de junio o de diciembre.
| Año  | Nivel 1 | Nivel 1 | Nivel 2 | Nivel 3 |
| ---- | ------- | ------- | ------- | ------- |
| 2016 | 43%     |         | 46%     | 54%     |
| 2015 | 42%     | 43%     | 46%     | 53%     |
| 2014 | 42%     | 44%     | 46%     | 54%     |
| 2013 | 38%     | 43%     | 43%     | 49%     |
| 2012 | 38%     | 37%     | 42%     | 52%     |
| 2011 | 39%     | 38%     | 43%     | 51%     |
| 2010 | 42%     | 36%     | 39%     | 46%     |
| 2009 | 46%     | 34%     | 41%     | 49%     |
| 2008 | 35%     | 35%     | 46%     | 53%     |
| 2007 | 40%     | 39%     | 40%     | 50%     |
| 2006 | 40%     | 39%     | 48%     | 76%     |
| 2005 | 36%     | 34%     | 56%     | 55%     |
| 2004 | 34%     | 36%     | 32%     | 64%     |
| 2003 | 42%     | 40%     | 47%     | 68%     |
| 2002 | 44%     | 44%     | 47%     | 58%     |

## MiFID II
La entrada en vigor de la Directiva sobre Mercados de Instrumentos Financieros conocida como MiFID II (Directiva 2014/65/EU), ha supuesto la necesidad de acreditar títulos habilitantes para desempeñar labores de asesoramiento o de prestación de información financiera en España. El listado de acreditaciones ha sido llevado a cabo por la CNMV.
A este respecto la sociedad local en España, la CFA Society Spain, propone una nueva certificación creada para cumplir con este requisito legal denomina, Certified Advisor, CAd. Para la obtención de esta certificación es necesaria la superación previa del Level I de la certificación CFA, ser miembro de CFA Society Spain, superar una prueba de conocimientos de la legislación española de regulación de valores y de prevención de blanqueo de capitales, 30 horas anuales de formación continua y la aceptación y observación del CFA Code of Ethics and Standards of Professional Conduct.

## Otras certificaciones
- Certified International Investment Analyst
- Chartered Market Technician
- Certified Financial Planner
- Certified Valuation Analyst
- Certified Advisor